# كودين
كودين (بالإنجليزية: Codeine) أو ميثيلمورفين (بالإنجليزية: methylmorphine) ويسمى احياناً كودايين هو مستحضر أفيوني يستخدم مسكنا للألم ودواء كحة ومضادا للإسهال. كودين أو 3-ميثيلمورفين (بالإنجليزية: 3-methylmorphine) يتواجد بشكل طبيعي على هيئة المورفين يحتوي مجموعة ميثيل. في الولايات المتحدة الأمريكية، يُباع الكودين عادةً على شكل أملاح (فوسفات الكودين أو كبريتات الكودين); هيدروكلورات الكودين هو الشكل الأكثر شيوعاً حول العالم ويمكن ايضاً ايجاده على شكل سترات، هيدرات اليود، هيدرات البروميد، والعديد من الأملاح الأخرى.
يعتبر الكودين ثاني أكثر القلوانيات (بالإنجليزية: alkaloids) نسبةً في الأفيون; قد تصل النسبة ل 3%. بالرغم من انه بالإمكان الحصول على الكودين من المصادر الطبيعية، الاّ ان المصدر الاولي للكودين المستخدم في الصناعات الدوائية هو مركّب شبه صناعي (يصنع من المورفين عن طريق الميثلة من جهة الأورثو O-methylation). يعتبر الكودين المركب الأساسي للافيونات الضعيفة والمتوسطة (ترامادول، ديكستروبروبيكسيفن، دايهيدروكودين، هيدروكودين، اوكسيكودين). في عام 2013، تم إنتاج ما يقارب 361,000 كغ واستخدام 249,000 كغ من الكودين. يعتبر الكودين من أكثر الافيونات المستخدمة في العلاج. يوجد الكودين في لائحة منظمة الصحة العالمية للأدوية الضرورية، حيث تضم هذه اللائحة أهم الأدوية اللازمة في النظام العلاجي الأساسي.

## الاستخدامات الطبية
يستخدم الكوديين لعلاج الألام الخفيفة والمعتدلة ولتخفيف السعال يستخدم الكودين أيضا لعلاج الإسهال والإسهال الناتج عن متلازمة القولون العصبي على الرغم من ان لوبريميد " "loperamide (والذي يتوفر كدواء بدون وصفة لعلاج الاسهال)، ثنائي الفينوكسيليت " "diphenoxylate، صبغة الأفيون الكافورية"paregoric" أو حتى صبغة الأفيون (المعروف أيضا باسم Tincture of Opium) هي الادوية التي تستخدم بشكل متكرر لعلاج حالات الاسهال الشديد
. يعتبر الكودين فعالا في تخفيف الالم المصاحب للسرطان.

### التراكيب
يتم تسويق الكوديين كتركيبة منفردة أو مضافا لأدوية أخرى كالباراسيتامول (على سبيل المثال:
Co-codamol والعلامات التجارية Paracod، Panadeine، وتايلينول" " Tylenolمع سلسلة كودين، بما في ذلك تايلينول (1 و 2 و 3 و 4)و مع الأسبرين (كما في codaprin) أو مع الإيبوبروفين" ibuprofen" (كما في Nurofen Plus). ولهذه المجموعات قدرة لتخفيف الآلام بشكل أكبر عند مقارنتها من أي من الادوية منفردة (لها تأثير إضافي).
كما يتم تسويق الكوديين عادة في المنتجات التي تحتوي على الكوديين مع مسكان أخرى أو مرخيات العضلات، وكذلك الكوديين مع الفيناسيتين" phenacetin" (Emprazil مع الكودين رقم 1 و 2 و 3 و 4 و 5)، نابروكسين"" نابروكسين، اندوميثاسين"indomethacin"، ديكلوفيناك"" diclofenac، وغيرهم، وكذلك على شكل مخاليط أكثر تعقيدا، بما في ذلك مخلوط الأسبرين + باراسيتامول + الكوديين ± الكافيين ± مضادات الهيستامين وغيرها من المواد، مثل تلك المذكورة أعلاه.
ويمكن الحصول على المنتجات التي تحتوي الكودين فقط من خلال وصفة طبية (على سبيل المثال، الكودين 100 ملغ و 50 ملغ Perduretas).
يتم تسويق الكوديين أيضا في شراب السعال مع مكونات نشطة أخرى أو بدونها (على سبيل المثال، Paveral) لجميع الاستخدامات المقررة للكودين.
ويسوق بشكل ملح، مثل سلفات الكودين وفوسفات الكودين. الملح الأكثر شيوعاً هو هيدروكلوريد الكودين
يمكن حقن الكودين تحت الجلد أو في العضل فقط لإن حقنه في الوريد يؤدي لحدوث حساسية شديدة قد تؤدي إلى الصدمة. يمكن استخدام الكودين في التحاميل الشرجية ويتوافر هذا الصنف في بعض الدول.

## الأعراض الجانبية
تشتمل الآثار الجانبية الشائعة المقترنة باستخدام الكوديين على النعاس والإمساك. أقل شيوعا هي الحكة، والغثيان، والتقيؤ، وجفاف الفم، ضيق الحدقة، انخفاض ضغط الدم، احتباس البول، النشوة، الانزعاج، والسعال. وتشمل الآثار السلبية النادرة: الحساسية المفرطة نوبات تشنجية، التهاب البنكرياس الحاد وعجز في الجهاز التنفسي. كما هو الحال مع جميع المواد الأفيونية، يمكن أن تختلف الآثار على المدى الطويل ولكن يمكن أن تشمل الرغبة الجنسية المتضائلة واللامبالاة وفقدان الذاكرة. بعض الناس يعانون من اعراض الحساسية تجاه الكوديين، مثل تورم الجلد والطفح الجلدي. تم استخدام الكوديين والمورفين وكذلك أشباه أفيونات من أجل السيطرة على مرض السكري حتى وقت قريب نسبيا ولا يزال استخدامه متاحاً في حالات نادرة في بعض البلدان، وعلى الرغم من أن تأثير الكوديين على سكر الدم عادة أضعف من ديامورفين، أو الهيدرومورفون، الا انه يمكن أن يؤدي إلى الرغبة الشديدة في السكر.
يتطور التحمّل مع استعمال الكودين لفترة طويلة، بما في ذلك تحمل الآثار العلاجية. على سبيل المثال، تأثير الكودين الفعّال ضد الإمساك يصبح بطيئاً في حالة التحمّل. من اخطر الاثار السلبية للكودين، كما هو الحال مع غيره من المواد الأفيونية، هو تثبيط الجهاز التنفسي. هذا التثبيط يرتبط بالجرعة ويعتبر من ابرز العواقب مميتة الناتجة عن الجرع الزائدة. كما ان استقلاب الكوديين إلى المورفين يمكنّه من المرور عن طريق حليب الثدي بكميات يمكن أن تكون مميتة، لينتج عن ذلك توقف او تثبيط للجهاز التنفسي للطفل. وفي أغسطس 2012، أصدرت الإدارة الاتحادية للمهدئات تحذيراً من الوفيات لأطفال مرضى اعمارهم اقل من ست سنوات بعد تناول جرعات «طبيعية» من الباراسيتامول مع الكودين بعد استئصال اللوزتين. بعض المرضى يستطيعون طبيعياً وبشكل فعال جداً تحويل الكوديين لشكله النشط وهو المورفين، مما يؤدي إلى إنتاج مستويات قاتلة. إدارة الاغذية والعقاقير في الوقت الحاضر توصي بالاستخدام الحذر للغاية للكودين من المرضى الخاضعين لاستئصال اللوزتين: استخدم الدواء بأدنى كمية يمكن من خلالها السيطرة على الألم، واستخدم الدواء «حسب الحاجة» وليس «على مدار الساعة»، والبحث عن العناية الطبية الفورية إذا لاحظت ان الطفل المستخدم للكوديين يعاني من التخدير المفرط أو تنفسه صاخب وغير طبيعي.

### الانسحاب والاعتماد
كما هو الحال مع غيرها من مسكنات الألم الناتجة من اشباه الأفيونات، الاستخدام المزمن للكوديين يمكن أن يسبب الاعتماد جسدي ونفسي وهو اضطراب تعاطي المواد الأفيونية. إذا ما أصبح الشخص يعاني من الاعتماد الجسدي ونفسي، قد تحدث أعراض الانسحاب إذا توقف الشخص عن استعمال الدواء بشكل مفاجئ. وتشمل أعراض الانسحاب: الرغبة الشديدة في الحصول على الدواء، وسيلان الأنف، والتثاؤب، والتعرق، الأرق، ضعف، تقلصات في المعدة، والغثيان، والتقيؤ، والإسهال وتشنجات العضلات، وقشعريرة، والتهيج، والألم. للحد من أعراض الانسحاب، يجب على المستخدم التوقف عن استخدام الدواء تدريجيا وتحت إشراف طبيب مختص.
يتم استقلاب الكوديين إلى الكوديين-6-غلوكورونيد (C6G) من خلال uridine diphosphate glucuronosyl transferase UGT2B7، ولانه يتم استقلاب حوالي 5٪ فقط من الكوديين عن طريق السيتوكروم P450 CYP2D6، فإن الدليل الحالي يشير أن C6G هو المركب النشط الأساسي. تستند الادعاءات حول الافتراض ان «التأثير الأقصى» من جرعات الكوديين يحدث على افتراض أن الجرعات العالية من الكوديين تشبع CYP2D6، وتمنع مزيد من تحويل الكوديين إلى المورفين، ولكن من المعروف الآن أن C6G هو المستقلب الرئيسي المسؤول عن الأثر المسكن للكودين. لا يوجد أي دليل على أن تثبيط CYP2D6 مفيد في علاج الإدمان على الكودين، على الرغم من ان عملية تحويل الكودين إلى المورفين (وبالتالي المزيد من الكودين المقترن بالغلوكيرونيد) لها دور قوي في تسبيب الإدمان على الكودين. ولكن، وجد ان CYP2D6 هو المسؤول عن سمية الكودين وتسبيبه لحالات وفاة لحديثي الولادة عندما يعطى الكودين للأمهات المرضعات، لا سيما مع أولئك الذين يملوك نشاطاً عالياً لـ 2D6 (لأيض فائق السرعة).

## الحرائك الدوائية
يتحول الكوديين إلى المورفين في الكبد بواسطة انزيم السيتوكروم بي 450 (CYP2D6).تقوم نواتج CYP3A4 norcodeine وUGT2B7 بربط لكوديين، نوركودين، والمورفين بالجلوكيرونايد (3- و6- (glucuronides. يعتقد سرينيفاسان (Srinivasan)، ويلبو ((Wielbo وتيبت (Tebbett) أن نسبة كبيرة من الكوديين-6-غلوكورونيد هي المسؤولة عن التأثير المسكن، وبالتالي فإن المرضى سيعانون من بعض التأثير المسكن. العديد من الآثار السلبية سيعاني منها حتى الاشخاص ذوي الأيض البطيء. على العكس من ذلك، 0.5-2٪ من البشر هم من اصحاب الايض السريع لإنهم يمتلكون نسخ متعددة من جينات 2D6 والتي تنتج مستويات عالية من CYP2D6 وبذلك سيتم استقلاب الأدوية من خلال هذا الطريق بسرعة أكثر من غيرها.
بعض الأدوية تعمل كمثبطات CYP2D6 وتقلل أو تمنع تماما تحويل الكوديين إلى المورفين. أكثرها شهرة هي مثبطات امتصاص السيروتونين الانتقائية، الباروكستين (باكسيل) وفلوكستين (بروزاك) وكذلك ديفينهيدرامين من مضادات الهيستامين (بينادريل) والمضادة للاكتئاب، البوبروبيون (يلبوترين، المعروف أيضا باسم زيبان). أدوية أخرى، مثل ريفامبيسين وديكساميثازون، تحث نظائر انزيمات CYP450 وبالتالي تسبب زيادة في معدل التحويل.
يقوم CYP2D6 بتحويل الكوديين إلى المورفين، والذي يخصع للربط بالجلوكويرونايد (اقتران غلوكوروني). ان حالات التسمم الشديد، بما في ذلك تثبيط الجهاز التنفسي التي يتطلب استخدام الأنابيب، يمكن أن تتطور في غضون بضعة أيام في المرضى الذين لديهم جينات وظيفية متعددة من CYP2D6، مما يؤدى إلى ان تكون عملية التمثيل الغذائي فائقة السرعة بما في ذلك ايض المواد الأفيونية مثل الكوديين إلى المورفين 
العديد من الدراسات عن تأثير الكوديين كمسكن تتسق مع فكرة أن عملية تحويل الكودين إلى المورفين هي الأهم، ولكن تظهر بعض الدراسات عدم وجود اختلافات كبيرة بين اصحاب الأيض السريع والبطيء. الأدلة التي تدعم الفرضية القائلة بأن اصحاب الايض السريع جداً ultrarapid)) قد يختبرون التأثير المسكن للكودين بشكل أكبر تقتصر فقط على تقارير لحالات فردية.
ونظرا لزيادة التمثيل الغذائي للكوديين إلى المورفين عند اصحاب الأيض السريع جداً (الذين يمتلكون أكثر من نسختين وظيفييتين لجين CYP2D6) فإن هذه الشريحة من الناس في خطر متزايد من الآثار الضارة المتعلقة بسمية المورفين. المبادئ التوجيهية الصادرة عن (CPIC) تنصح بعدم اعطاء الكوديين لأصحاب الأيض السريع جداً كما تقترح أيضا أنه يجب تجنب استخدام الكوديين عند اصحاب الايض البطيء، نظرا لعدم فعالية الكوديين في اجسامهم.
يتم امتصاص الكوديين وأملاحه بسهولة من الجهاز الهضمي، وتناول فوسفات الكوديين يوصل تراكيز الكودين لذروتها بغضون ساعة واحدة . نصف العمر للكودين في البلازما يتراوح ما بين 3-4 ساعات وفعالية التسكين عن طريق الفم والعضل تساوي تقريبا 1:1.5. يتم تمثيل الكودين في الكبد عن طريق نزع الميثيل من مركبات النيتروجين والاوكسجين (O- and N-demethylation) إلى المورفين ونوركودين. يفرز الكوديين والعناصرالناتجة عن ايضه بالكامل تقريبا عن طريق الكلى على شكل مقترنات مع حمض الغلوكورونيك.
ان منتجات الأيض النشطة من الكودين، وبخاصة المورفين، تحدث تأثيراتها عن طريق تفعيل مستقبلات μ للمواد الأفيونية ((μ-opioid receptor..

## العلاقة بالمواد الأفيونية الأخرى
استخدم الكوديين في الماضي كمادة بدائية ونموذج اولي لفئة كبيرة من المواد الأفيونية المتوسطة إلى قوية مثل هيدروكودون" "hydrocodone (1920 في ألمانيا)، اوكسيكودون"oxycodone" (1916 في ألمانيا)، ثنائي هيدروكودايين"" dihydrocodeine (1908 في ألمانيا)، ومشتقاته مثل نيكوكودين"nicocodeine" 1956) في النمسا). الا ان هذه المواد لم تعد تجمع من الكودين ووعادة ما يتم تصنيعها من القلويدات الأفيونية الأخرى؛ على وجه التحديد ثيبائين«ذيبايين». سلسلة أخرى من مشتقات الكوديين تشمل ايزوكودين"isocodeine" ومشتقاته، والتي تم تطويرها في ألمانيا بدءا من حوالي 1920.
كمسكن، يعتبر الكوديين معتدلاً في تأثيره بالنسبة للافيونات الأخرى. بعض المواد الأخرى المتعلقة بالكودين هي كودوكسيم"codoxime"، ثيباكون"thebacon"، اكسيدالكودين" "codeine-N-oxide(جينوكودين).بعضها تعتبر من مشنقات الكودين النيتروجينية مثل ميثوبروميد الكوديين"codeine methobromide" وهيتيروكودين" heterocodeine" وهو دواء اقوى بست مرات من المورفين وباثنين وسبعين مرة من الكودين بسبب ترتيبه الجزيئي الصغير (انتقال مجموعة الميثيل من الموقع 3 إلى الموقع 6 في الترتيب الهيكلي الكربوني للمورفين).
الأدوية التي تحمل تشابه في تأثيرها لتأثير الكودين هي مركبات ناتجة من تغييرالميثيل بمجموعات كيميائية أخرى على الموقع 3 في تركيب الكودين الهيكلي بما في ذلك إيثيل مورفين الملقب ب كوديثايلين "codethyline" وبنزيلمورفين" benzylmorphine".
يختلف ثيبائين عن الكوديين قليلا في الهيكل الا انه لا يحمل أي تأثير مخدّر. كما تم العثور على Pseudocodeine وبعض القلويات أخرى المماثلة في الافيون ولكنها لا تستخدم حالياً في الطب

## التاريخ
الكوديين، أو 3-ميثيل مورفين، هو مادة قلوية يوجد في خشخاش الأفيون (opium poppy) والخشخاش المنوم Papaver somniferum)) والألبوم (album) من عائلة papaveraceae. على مر التاريخ البشري تم زراعة خشخاش الافيون واستخدامه بشكل متنوع (مسكن، ومكافح للسعال ومضاد للإسهال) وكذلك لخصائصه المنومة المرتبطة بتنوع مكوناته النشطة، والتي تشمل المورفين والكوديين وبابافيرين.
يحتوي شمع الافيون على الكودين بتركيز 1٪ إلى 3٪ والذي ينتج من القرون غير الناضجة. اشتق اسم الكوديين من الكلمة اليونانية kodeia,κώδεια)).
الحصة النسبية من الكودين إلى المورفين التي يتم الحصول عليها من طريقة الاستخلاص بالشمع هي 4٪ إلى 23٪، وتكون هذه النسبة اعلى عند استخدام طريقة القش للاستخلاص.
حتى بداية القرن التاسع عشر، كان الأفيون الخام مستخدماً في مادة معروفة باسم صبغة الافيون laudanum"" (انظر إلى Thomas de Quincey's "Confessions of an English Opium-Eater" 1821)، وايضاً اكسير الافيون، والذي كان رائجاً في إنجلترا منذ بداية القرن الثامن عشر. يعتقد ان التحضير الأصلي قد تم إعداده في ليدن، في هولندا حوالي 1715 من قبل صيدلي يدعى ""Lemort.
ان القدرة المتنامية على استخلاص العديد من مكونات الافيون الفعالة فتحت الطريق لتحسين الانتقائية واستخدام الادوية القائمة على المواد الافيونية بشكل أكثر اماناً.
تم عزل المورفين في ألمانيا من قبل الصيدلي الألماني فريدريش في عام 1804. اما الكودين، فتم عزله لأول مرة في وقت لاحق في عام 1832 في فرنسا من قبل بيير روبيكيت، الكيميائي والصيدلي المعروف مسبقاً بسبب اكتشافه الآليزارين«أليزارين»، الصبغة الحمراء الأكثر انتشارا، حين كان يعمل على استخراج المورفين.و قد مهد هذا الطريق لصوغ جيل جديد أكثر أمانا من مضاد للسعال ومضاد الإسهال القائمة على الكودين.
يعتبر الكودين حاليا المادة الأفيونية الأكثر استخداما في العالم،  ويعد واحدا من أكثر المسكنات شيوعاً وفقا لتقارير عديدة من قبل المنظمات بما في ذلك منظمة الصحة العالمية. وهو واحد من أكثر المسكنات الأفيونية التي تؤخذ عن طريق الفم فعالية، كما انه آمن. تتراوح قوته بين 8٪ إلى 12٪ في معظم الناس ويمكن أن تختلف هذه الارقام اعتماداً على اختلاف سرعة عمليات الأيض من انسان لآخر والطريقة التي يعطى بها.
وبالرغم من امكانية استخلاص الكودين بشكل كامل من الافيون، الاً ان معظمه ناتج من عمليات التصنيع من المورفين.
بحلول عام 1972، تسببت الحرب بنقص واسع النطاق بالمواد الأفيونية المشروعة وغير المشروعة بسبب ندرة الأفيون الطبيعي وغيره من مصادر قلويدات الأفيون، كما كان الوضع الجيوسياسي صعباً على الولايات المتحدة وبعد أن تم استغلال الكثير من الأفيون والمورفين في الولايات المتحدة والذي كان جزءاً من المخزون الوطني من المواد الاستراتيجية والحرجة من أجل تخفيف النقص الحاد في المواد الأفيونية الطبية القائمة على الكوديين على وجه الخصوص. في أواخر عام 1973 تم تكليف الباحثين بالعثور على وسيلة لتصنيع الكودين ومشتقاته، ونجحوا بتحقيق ذلك عن طريق استخدام النفط أو القطران كما قاموا بتطويرها في المعاهد الوطنية للصحة في الولايات المتحدة.
تم إعداد العديد من الأملاح الكوديين منذ اكتشافه. الأكثر شيوعا هي هيدروكلوريد (نسبة تحويل القاعدة الحرّة 0.805) والفوسفات (0.736)، كبريتات (0.859)، وسترات (0.842). واخرى تشمل ساليسيلات مضادات الحساسية غير الستيرودية، ساليسيلات الكوديين (0.686)، وأربعة من الباربيتورات" barbiturates" القائمة على الكوديين على الأقل، وcyclohexenylethylbarbiturate (0.559)، cyclopentenylallylbarbiturate (0.561)، (diallylbarbiturate(0.561 وdiethylbarbiturate(0.619).

## الاستخدامات المبتكرة للكوديين وسوء الاستخدام
لان الكودين اكثير ذوباناً في الماء من اسيتامينوفين" acetaminophen"(والذي يخلط في كثير من الأحيان معه لمنع إساءة الاستخدام)، فذلك جعله مادة جيدة للعديد من الاستخدامات المبتكرة كما يفعل بعض المستخدمين حيث تذاب الحبوب في الماء الدافئ، ثم ترشح الجسيمات الصلبة خارج المحلول (معظمها هو اسيتامينوفين).مع وجود القليل من الاسيتامينوفين في السائل ويتم أخذ كميات أكبر من الكودين بوجود خطر اقل من التسمم بالاسيتامينوفين، تعرف هذه العملية الاستخلاص بالماء البارد .
في بعض البلدان، يمكن الحصول على شراب السعال وأقراص تحتوي على الكوديين بدون وصفة طبية. وذكرت بعض الحالات التي يقوم فيها بعض المستخدمين بشراء الكودين من صيدليات متعددة حتى لا تثار حولهم الشكوك. في بعض البلدان، وفي محاولة للحد من هذه الاستخدامات، يتم تسجيل جميع المشتريات من الكودين والتي تصرف بغير وصفة طبية الكترونياً، وبإمكان أي صيدلية الوصول إلى هذه السجلات حين الحاجة. مدمنوا الهيروين قد يستخدمون الكوديين لتخفيف الآثار المترتبة على تركه.
يتوافر الكوديين ايضاً كخليط مع الادوية المضادة للغثيان كالبروميثازين على شكل شراب . بعض الأسماء التجارية مثل Phenergan تدعى syrup', 'lean', أو 'purple drank'، وتعد من أكثر التحضيرات الدوائية التي يساء استخدامها. مغني الراب المدعو ب Pimp C من مجموعة UGK، توفي من جرعة زائدة من هذا الدواء. وهذا الخليط، نظرا لأن البروميثازين لا يمكن صرفه الا بوصفه طبية، يتوفر فقط بوصفة طبية في الولايات ال 50 في الولايات المتحدة الأمريكية.
ان التأثير المسكّن لجميع مضادات الهيستامين يعمل على تحفيز وزيادة تأثير الكودين، ولكن السبب الرئيسي للاستخدام السريري والمبتكر للبروميثازين مع الكودين هو الأثر التحفيزي الذي يملكه هذا الدواء على نشاط الانزيمات الكبدية والذي يؤدي إلى زيادة تحويل الكودين إلى المورفين. هذا هو الحال مع دواء آخر ايضاً وهو دوريدين Doriden (glutethemide) حيث يتواجد الكودين وغلوتيثيميد في التركيبة المعروفة باسم Loads, Dors & Fours, and Six Packs (قرصين Doriden أو 1000 ملغ من غلوتيثيميد وأربعة أقراص ل الكوديين بمزيج 240 ملغ من الكودين) كبديل للهيروين أو المخدر الافيوني الاولي المرغوب؛ ذكر لأول مرة في المجلات الطبية في أواخر 1960 ثم ظهر معه Ts & Blues (بنتازوسين وتريبيلينامين) في أواخر 1970. كان غلوتيثيميد قد اختفى من الاسواق بحلول نهاية عام 1988 في جميع أنحاء العالم، ولكن استخدام هذا الخليط أصبح -على ما يبدو- المحرك الرئيسي للكميات الصغيرة التي تم كشفها منذ. ذلك الوقت. تناول هذه التركيبة على معدة فارغة هو الأفضل لإحداث التأثير المشابه لحقن الهيروين أو المورفين والذي يسمى ب "rush and bang effect".
يمكن الحصول على المورفين ايضاً من خلال ازالة الميثيل عن طريق تفاعل المورفين مع البيريدين، ومن ثم إضافة الأسيتيل لصناعة الهيروين (ثنائي أسيتيل مورفين).يعد البيريدين ساماً ومسبباً محتملاً للسرطان، ولذلك، فإن إنتاج المورفين بهذه الطريقة (ويحتمل أن يكون ملوثاً مع البيريدين) قد يكون ضاراً بشكل خاص. يمكن ايضاً ان يتحول الكودين إلى α-chlorocodide، والذي يستخدم في تحضير ديزومورفين (Permonid) (جذب ديزومورفين الاهتمام في عام 2010 في روسيا، نظرا لسهولة تحضيره من الكوديين.هذا الدواء يحضّر بسهولة من الكوديين واليود والفوسفور الأحمر،  وهي عملية مماثلة لصنع الميثامفيتامين من السودوإيفيدرين" "pseudoephedrine، ولكن يعتبر ديزومورفين المصنوع بهذه الطريقة خطيراً للغاية وملوثاً نظراً لاحتوائه على كمية كبيرة من المواد السامة.

## الكشف عن الكودين
يمكن الكشف عن الكوديين و / أو منتجات ايضه الاساسية كمياً في الدم أو البلازما أو البول لمراقبة العلاج أو تأكيد تشخيص حالات التسمم أو المساعدة في التحقيق بسبب الموت في الطب الشرعي. تقوم برامج فحص تعاطي المخدرات باختبار البول، والشعر، والعرق أو اللعاب بحثاً عن الكودين. الكثير من فحوصات المواد الأفيونية التجارية تخلط بين المورفين والكودين ومشتقاته ولا تستطيع التفريق بينهما، ولكن يمكن من خلال استخدام التفريق اللوني التمييز بسهولة بين الكوديين والمواد الافيونية الأخرى. من المهم أن نلاحظ أن استخدام الكوديين ينتج كميات كبيرة من المورفين الذي يفرز خارج الجسم. علاوة على ذلك، يحتوي الهيروين على الكوديين (أو الاسيتيل كودين) كشوائب وسيؤدي استخدامه إلى إفراز كميات صغيرة من الكودين. بذور الخشخاش تمثل حتى الآن مصدراً آخر من الكودين ولكن بمستويات منخفضة في سوائل الجسم. ان تراكيز الكودين في الدم أو البلازما تتراوح عادةً بين 50-300 ميكروغرام /لتر ولكنها تختلف حسب المستخدم حيث تتراوح بين 700-7000 ميكروغرام / لتر في حالة الاستخدام المزمن و1000-10,000 ميكروغرام / لتر في حالات الجرع القاتلة.

## الكودين والقانون
يعتبر الكودين أحد الادوية المهدئة التي يتم تنظيمها قانونياً في أستراليا، كندا، نيوزيلندا، السويد، المملكة المتحدة والولايات المتحدة والعديد من البلدان الأخرى. من الناحية الأخرى. يمكن ان يصرف الكودين بدون وصفه طبية عن طريق الصيادلة المرخّصين في بعض البلدان في جرعات تصل إلى 20 ملغ.

### أستراليا
في أستراليا، لا تباع تحضيرات الكودين الاّ في الصيدليات. هذه التحضيرات غالباً ما تكون مزيجا من الباراسيتامول (500 ملغ)، إيبوبروفين (200 ملغ)، وسكسينات دوكسيلامين "doxylamine succinate " (5 ملغ)، ومحتوى الكوديين قد يتراوح بين 5 ملغ إلى 15 ملغ. التحضيرات التي تحوي على ما يزيد على 15 ملغ للقرص الواحد هي ادوية S4 (الجدول 4، أو «وصفة طبية فقط»)حيث يباع الصنف بدون وصفة طبية وفقا لتقدير الصيدلي. وتصنّف معظم التحضيرات ك S3 (الجدول 3، أو «صيدلي فقط»)، مما يعني أنها تباع باستشارة مباشرة من الصيدلي. يجب أن يتم عنونة الدواء وتدوين تاريخ الاستخدام حتى يتمكن الصيدلي من مراقبتها وتحديد ما إذا كان هناك سوء في الاستخدام. الاستثناء الوحيد لهذه القاعدة هي الادوية المستخدمة لعلاج البرد والرشح مثل "Codral". هذه المستحضرات تحتوي على فينيليفرين (5 ملغ)، الباراسيتامول (500 ملغ) والكوديين (9.5 ملغم).
ان المستحضرات التي تحتوي على الكودين النقي (على سبيل المثال، أقراص الكوديين فوسفات) متاحة فقط بوصفة طبية وتعتبر من S8 (الجدول 8، أو «حيازة المخدرات المتحكم بها دون سلطة غير شرعية»). حيث تخضع الادوية في هذا الجدول لأدق التنظيم لجميع الأدوية المتاحة للمستهلكين.

### كندا
في كندا، تباع أقراص تحتوي على 8ملغ من الكودين مع 15ملغ من الكافيين و 300 ملغ باراسيتامول ك T1s (تايلينول رقم 1) من دون وصفة طبية. اقراص مماثلة تسمى AC & C والتي تحتوي على 325ملغ من حمض أسيتيل الساليسيليك (الاسبرين) بدلا من الباراسيتامول وهي متاحة أيضا دون وصفة طبية. كلا النوعين يجب الاحتفاظ به وراء مكان الصرف، باشراف من الصيدلاني الذي يقوم بتحديد الجرعات.

### الدنمارك
في الدنمارك، يباع الكودين دون وصفة طبية ب 9.6 ملغ كحد اقصى في الخليط. أقوى التحضيرات المتاحة بدون وصفه تحتوي على 9.6 ملغ من الكودين (مع الأسبرين، اسم العلامة التجارية Kodimagnyl)؛ وأي تراكيز اعلى من الكودين تتطلب وصفة طبية.

### فرنسا
في فرنسا، معظم المستحضرات التي تحتوي على الكودين لا تتطلب وصفة من الطبيب . على سبيل المثال، يحوي كل من Néocodion (حبوب السعال، وشراب)، Codoliprane (الكودين مع الباراسيتامول)، Prontalgine وMigralgine (الكوديين، الكافيين والباراسيتامول) وجميعها تصرف بدون وصفه.

### ألمانيا وسويسرا والنمسا
يتم تصنيف الكوديين تحت Betäubungsmittelgesetz في ألمانيا وهذا الاسم يعني قانون السيطرة وهو مشابه للقانون الذي يسيطر على العقاقيرفي سويسرا والذي يسمى (قانون المواد والمواد المهدئة المسيطر عليها). في النمسا، يتم تصنيف الادوية تحت Suchtmittelgesetz في فئات مقابلة في تصنيفها بالنسبة لهذا القانون. تحضير المنتجات التي تحتوي على الكوديين والعقاقير المماثلة (ثنائي هيدروكودايين، nicocodeine، benzylmorphine، إيثيل مورفين الخ) وصرفها، بشكل عام، يتطلب وصفة طبية من طبيب أو موافقة من الصيدلي.
القوانين قد تؤثر على توافر الكودين، ولا سيما في النمسا وسويسرا، والتي تسمح للمدن والمحافظات بتنظيم بيع الاصناف الأقل تنظيما في SMG / BtMG. يمكن للمتاجر والصيدليات الفردية ان تتوقف عن تزويد هذه الادوية أو تفرض قيوداً على عمليات الشراء أو الكميات المتاحة للبيع. اقراص الكوديين العادية أو ما يسمى بالكودين هيدروكلوريد (والذي يتقاسم جدول CSA II مع ادوية مثل المورفين والكوكايين والهيدرومورفون، و bezitramide في الولايات المتحدة الأمريكية)، وكذلك بعض تحضيرات الكودين غير القابلة للحقن ومشتقات أخرى من الكوديين والتي يتم معاملتها بنفس الطريقة. الشيء نفسه ايضاً ينطبق على معظم البنزوديازيبينات، وغالبية الادوية المسكنة والمنومة التي لا تصنف كباربيتيورات ، وكذلك القليل من الباربيتيورات.
البند رقم 76 من معاهدة شنغن مكّن الدول من استيراد وتصدير الادوية مع مختلف شروطها وتسجيلها وطلبها، وكذلك العديد من الاوامر الأخرى.

### اليونان
يصنف الكوديين كدواء غير مشروع في اليونان، واي شخص يحمل الكودين يتم القبض عليه، حتى لو كان بشكل مشروع في بلد آخر. يباع فقط عن طريق وصفة طبيب (Lonarid-N, Lonalgal)

### هونغ كونغ
في هونغ كونغ، ينظم الكودين تحت قوانين هونغ كونغ للعقاقيرالخطرة ، الفصل 134، الجدول 1. ويمكن استخدامه قانونيا من قبل المهنيين الصحيين ولأغراض البحوث الجامعية كما يمكن إعطاءها من قبل الصيادلة بموجب وصفة طبية. أي شخص يملك الكودين بدون وصفة طبية يتم تغريمه بمبلغ 10,000 $ (HKD). العقوبة القصوى لتهريب أو تصنيع هذه المادة هو 5000000 $ (HKD) وغرامة والسجن المؤبد. حيازة المادة للاستهلاك دون ترخيص من وزارة الصحة غير قانوني ويكلف الشخص 1000000 $ (HKD) غرامة و / أو 7 سنوات عقوبة في السجن.
ومع ذلك، فإن الكوديين متاح بدون وصفة طبية عن طريق الصيادلة المرخص لهم في جرعات تصل إلى 0.1٪ : الجدول 1، الجزء الرابع، الفقرة 23 (أي 5 ملغ / 5مل) القسم 3 (1) (أ)

### أيسلندا
كل الأدوية التي تحتوي على الكودين في أيسلندا تتطلب وصفة طبية من طبيب. يتوافر في ايسلندا تحضير يحتوي على 10ملغ الكوديين و 500ملغ من الباراسيتامول يسمى Parkódín، وكذلك Parkódín forte الذي يحتوي 30ملغ الكوديين و 500ملغ من الباراسيتامول .

### الهند
يتطلب الكوديين وتحضيراته وصفة طبية في الهند. التحضيرات المحتوية على الباراسيتامول والكوديين متواجدة. يتواجد الكوديين أيضا في العديد من أنواع الشراب المستخدم للسعال على شكل فسفات الكودين بما في ذلكchlorpheniramine maleate . وكذلك يتوافر الكودين النقي على شكل أقراص من كبريتات الكودين بنسبة 15ملغ أيضا.

### إيران
في إيران، معظم الادوية المحتوية على الكودين تحتوي ايضاً على الباراسيتامول ويمكن شراؤها دون وصفة طبية. وأفاد نائب وزير الصحة الإيراني أن الكودين هو أكثر الادوية بدون وصفة مبيعا. وبالرغم من استخدام الكودين لأغراض أخرى وعلى نطاق واسع في جميع أنحاء إيران الا ان السلطات ما زالت تسمح بشرائه بدون الحصول على اذن الطبيب، على الرغم من أن الصيدلي قد يطلب من المشتري اثبات للهوية للتأكد من ان عمره يتجاوز ال18 عاماً.

### أيرلندا
في أيرلندا، تم طرح بعض القوانين الجديدة لتصبح قيد التنفيذ في 1 أغسطس 2010 فيما يتعلق بالكودين، وذلك بسبب المخاوف بشأن الاستخدام المفرط للدواء. لا يزال الكودين يعتبر من الادوية التي لا تصرف بوصفه بتراكيز لا تتجاوز حد 12.8 ملغ لكل حبة، ولكن يجب أن تكون المنتجات الكودين غير متاحة بشكل حرّ للمستهلكين ولذلك لتحقيق قاعدة أن هذه المنتجات «ليست في متناول الجمهور». في الممارسة العملية، هذا يعني ان الزبائن يطلبون المنتج المحتوي على الكودين من الصيدلي، ومن ثم يقررالصيدلي ما إذا كان من المناسب للمريض ان يستخدم الكودين ويقدم الارشادات اللازمة للاستخدام الصحيح لهذه المنتجات. التحضيرات التي تحتوي على أكثر من 12.8 ملغ الكوديين لا يمكن صرفها الا بوصفة طبية.

### إيطاليا
أقراص الكودين أو تحضيراته تتطلب وصفة طبية في إيطاليا. تتوفر بعض الادوية المحتوية الباراسيتامول والكوديين في إيطاليا مثل Efferalgan وTachidol بدون وصفة طبية.

### اليابان
غير مسموح بدون وصفة طبية.

### جزر المالديف
جزر المالديف تتبنى نهجا صارما فيما يخص هذا النوع من الادوية والعديد من الأدوية الشائعة، لا سيما تلك التي تحتوي على الكوديين، محظورة من البيع إلا إذا كان لديك وصفة طبيب موثق. كسر هذه القواعد، حتى عن غير قصد، قد يعرض الشخص للترحيل أو السجن.

### رومانيا
الكودين بشكل عام غير مسموح بدون وصفة طبية. يباع الكوديين تحت اسم Farmacod ولا يتجاوز تركيزه 15 ملغ. هناك خليط معروف من حمض أسيتيل الساليسيليك، الباراسيتامول وcodeine phosphate hemihydrate اسمه Aspaco يسمح ببيعه دون وصفة طبية ولكن يتم توقيع مغلّفه برمز تعجب احمر مما يعني أنه لا يسمح القيادة أثناء العلاج به. لا توجد عقوبات إذا ما تم اعطاء الدواء بدون وصفة طبية.

### روسيا
وفقا ل ITAR-Tass ووكالة انباء النمسا، ألغيت امكانية اعطاء الكودين بدون وصفة في البلاد في عام 2012 بسبب اكتشاف طريقة Krokodil في إنتاج ديزومورفين من الكودين. الكثير من معارضي هذا الاجراء يبررون ذلك بأن عدم توافر الكودين بجميع اقاليم الروسيا البالغ عددها 22 سوف يشجّع على زيادة الطلب عليه والحصول عليه من مصدر آخر، وهذا يعني أن المستخدمين المحتاجين للعلاج بالكودين سيتأثرون سلباً .

### جنوب أفريقيا
منذ 2 يناير 2014, سياسة جديدة تم اتّباعها وذلك بالاستفسار عن جميع المعلومات الشخصية بما في ذلك رقم الهوية لأي شخص يقوم بشراء الكودين أو أحد تحضيراته بدون وصفه طبية. وبذلك، فإنه سيتم تجهيز قواعد بيانات للمواد المساء استخدامها وكذلك قوائم رئيسية بجميع عمليات الشراء للادوية التي تحتوي على العنصر نفسه. والكوديين هو المادة الأولى ليتم للسيطرة عليها في هذا المشروع وسوف تدرج في هذه العملية أيضا غيره من المكونات التي يساء استخدامها عادة، مثل تلك المستخدمة في الاقراص المنومة.

### إسبانيا
أقراص الكودين وتحضيراته المختلفة تتطلب وصفة طبية في إسبانيا، ولكن في كثير من الأحيان لا يتم تطبيق هذا القانون وتقوم العديد من الصيدليات ببيع الكودين بدون وصفة.

### سريلانكا
تتوفر أكثر تحضيرات الكودين كأدوية بدون وصفة طبية في سيرلانكا. اكثرها شيوعا هو Panadeine، الذي يحتوي على 500 ملغ من الباراسيتامول و 8 ملغ من الكودين. اما شراب السعال التي يحتوي على الكودين فهو محظور، حتى مع وجود وصفة طبية.

### الإمارات العربية المتحدة
تتبنى دولة الإمارات العربية المتحدة نهجا صارما للغاية مع العديد من الأدوية الشائعة، وبشكل خاص أي شيء يحتوي على الكودين فهو محظور إلا إذا كان لديك وصفة موّثقة لطبيب. واي شخص يكسر هذه القاعدة، حتى عن غير قصد، يتم ترحيله أو سجنه. سفارة الولايات المتحدة لدى دولة الإمارات العربية المتحدة تحتفظ بقائمة غير رسمية بما لا يتم استيراده.

### المملكة المتحدة
في المملكة المتحدة، بيع وحيازة الكودين منظمان كل على حدة تحت مظلة القانون.
الكوديين النقي وكذلك الكودين مرتفع القوة عادة ما يصرف بوصفة طبية فقط (POM) وهذا يعني أن بيع هذه المنتجات مقيد بموجب قانون الادوية 1968. اما التحضيرات الاقل قوة والتي تحتوي على ما لا يزيد عن 12.8 ملغ من الكودين لكل جرعة وجنبا إلى جنب مع الباراسيتامول والايبوبروفين أو الاسبرين متاحة دون وصفة طبية في الصيدليات. شراب الكوديين المحتوي على 15 ملغ لكل 5 مل متاح أيضا في بعض الصيدليات، على الرغم من أن المشتري سوف يضطر إلى طلبه على بشكل محدد من الصيدلي.
حسب قانون إساءة استخدام الادوية 1971, فإن الكودين هو مادة خاضعة للرقابة من الفئة Bأ والفئة (A) يستخدم للحقن. ان حيازة المواد الخاضعة للرقابة دون وصفة طبية يعتبر جريمة. ولكن الكثير من تحضيرات الكودين معفاه من هذا القيد بموجب الجدول 5 من قانون إساءة استعمال العقاقير لعام 2001, وبالتالي فمن القانوني امتلاك الكودين دون وصفة طبية، شريطة أن يتواجد مع مركب واحد على الأقل سواء كان نشطاً ام غير نشط وأن تكون الجرعة في كل قرص أو كبسولة لا تتجاوز 100 ملغ أو 2.5٪ في حالة التحضيرات السائلة. هذا الاستثناء لا ينطبق على أي من تحضيرات الكوديين المصممة للحقن.

### الولايات المتحدة الأمريكية
يقع الكوديين في فئتين، فئة تستخدم للخلط مع الأدوية التي يمكن أن تكون في الجدول الثاني اوالثالث أو الرابع، أو الخامس اعتمادا على التركيز، واخرى تستخدم كمادة أولية في صناعة الأدوية الأخرى. كلا الفئتين تنتمي للجدول الثاني للمواد الخاضعة للرقابة وتحت ACSCN من 9050. ان الكوديين المخصص للبيع بالجملة يملك حصة من الصناعات التحويلية السنوية الإجمالية للولايات المتحدة بمقدار 49 506,25 كيلوغراما من عام 2013. كما ان الكوديين المخصص للتحويل يملك حصة تبلغ81 250 كلغ ، كلاهما لم يتغيرعن العام السابق.
الاعداد المدرجة في أسماء المهدئات وتراكيبها المختلفة (مثل تايلينول مع الكودين رقم 3، Emprin مع الكودين رقم 4، وEmprazil مع الكودين رقم 5 وأقراص الكودين النقية) هي كما يلي: رقم 1. 7½ أو 8 ملغ (1/8 حبة)، رقم 2. 15 أو 16 ملغ (1/4 حبة)، رقم 3. 30 أو 32 ملغ (1/2 حبة)، رقم 4. 60 أو 64 ملغ (1حبة)، رقم 5. 90 أو 96 ملغ (1 1/2 حبة). السلسلة الكندية "Frosst 222" متطابقة مع القائمة أعلاه: "222" تعني انه يحتوي على 8 ملغ كودين، "282" 15 ملغ، "292" 30 ملغ، و "293" 60 ملغ. هذا النظام، الذي يستخدم أيضا في الوقت الحاضر في الأسماء التجارية لبعض المنتجات مثل dihydrocodeine و ethylmorphineداخل وخارج أمريكا الشمالية على حد سواء، ابتدأ عام 1906 ضمن مجموعة القوانين المقررة في the Pure Food and Drug Act والتي ما زالت تصقل منذ ذلك الحين. على سبيل المثال، الكسبولة التي تحتوي على ثنائي هيدروكودايين / الأسبرين / الكافيين والمسماة Synalgos DC وما يعادلها من مختلف الأسماء التجارية، جميعها تصنف تحت رقم 2 (16 ملغ) أو رقم (3) (32 ملغ) في معظم الحالات. المنتجات المصنفة تحت رقم 1 و 4 اختفت منذ عقود، كما حدث ل Synalgos والذي لا يحتوي على أي مادة مخدرة .
العديد من المقاييس المشابهة كانت قد استخدمت لوصف المواد الأفيونية الاقوى مثل ثنائي أسيتيل مورفين (الهيروين) والمورفين ومخاليط املاح الافيون، وأحيانا يمكن للمرء أن يجد المراجع الماضية للأسماء التجارية لهيدروكودون (اكتشف عام 1920، وتوفر في الولايات المتحدة عام 1943) والهيدرومورفون (اكتشف عام 1924)واوكسيكودون (اكتشف عام 1916) وصبغة الأفيون الكافورية والعديد من المواد المشابهة. على سبيل المثال. من حوالي 1900-1925، كان دواء السعال الأكثر شيوعا هو terpin hydrate مع الهيروين في إكسير رقم 2.
خلافا لبعض الاعلانات الصادرة عن الصيدليات، فإن 60 ملغ هو رقم 4 وليس رقم 6، والاقراص التي تحتوي على 45 ملغ من الكودين ليست رقم 4 وستكون في الغالب مصنّفة تحت رقم 3.5 بموجب هذا النظام. ما إذا كان هذا النظام سيصل إلى رقم 6 (بافتراض 120 أو 128 ملغ) هو موضع نقاش في هذه النقطة، كما هو الحال في كندا والولايات المتحدة التي لا تصنّع تراكيز أكثر من 64 ملغ. قانون الولايات المتحدة الأمريكية للمواد الخاضعة للرقابة لعام 1970 قد حدد مكان جرعة 90 ملغ من الكودين أو أعلى في الجدول الثاني، حتى لو كانت مختلطة مع مادة فعالة أخرى.
الاقراص الفموية وأقراص تحت الجلد والأشكال السائلة والكبسولة ذات الجرعات الاقل شيوعاً جميعها متوفرة في بعض الحالات. ثنائي هيدروكودايين، dionine، benzylmorphine، وجرعات الأفيون كانت متوفرة مسبقا في أمريكا الشمالية (ومتوفرة ايضاً في بلدان أخرى في بعض الحالات ، ولا سيما 45 ملغ باراسيتامول / كودين و 50 و 100 ملغ من الكودين منفرداً).
في الولايات المتحدة، ينظم الكودين تحت بنود قانون المواد الخاضعة للرقابة. القانون الفيدرالي ينص أن الكودين يجب أن يكون من المواد الخاضعة للرقابة في الجدول الثاني عند استخدامه في المنتجات التي تخفف الالم سواء كان وحيداً أو متواجداً بكمية أكبر أو تساوي 90 ملغ لكل جرعة. حبوب الكودين الموجودة مع الأسبرين أو الباراسيتامول (باراسيتامول / تايلينول) والمصنوعة لتخفيف الألم يجب ان تصنف تحت الجدول الثالث. شراب السعال يصنف تحت الجدول الثالث أو الخامس، اعتمادا على التركيبة. إكسير الباراسيتامول / الكودين المستخدم لتخفيف الالم (الاسم التجاري Tylenol Elixir with Codeine)خاضع للرقابة في الجدول الرابع.
اختارت بعض الولايات ان تصنف الجدول الخامس إلى تصنيفات أكثر تقييداً من أجل تقليل إساءة استعمال مستحضرات الكودين. مينيسوتا"Minnesota"، على سبيل المثال، اختارت إعادة تصنيف تحضيرات الكودين التي تنتمي للجدول الخامس (مثل Cheratussin) كمادة خاضعة للرقابة كما في الجدول الثاني.
الادوية المحضّرة لعلاج للسعال أو الإسهال والتي تحتوي على كميات صغيرة من الكودين مع اثنين أو أكثر من المكونات النشطة الأخرى تنتمي للجدول الخامس في الولايات المتحدة، وفي بعض الولايات يمكن تحضيرها بكميات تصل إلى 4 أوقية لكل 48 ساعة (ولاية أو ولايتين تسمحان بتحضيرها بكمية تصل إلى على 4 اوقية لكل 72 ساعة) من دون وصفة طبية. الجدول الخامس على وجه التحديد يسمح بتنظيم المنتج وفقاً للولاية والقوانين المحلية بشرط توفير بعض السجلات وحفظها (يجب الحفاظ على سجل المستوصف لمدة عامين في دفتر ذي صفحات لا يمكن ازالتها بسهولة و/ أو مرقمة مسبقا، ويجب على الصيدلي ان يطلب هوية تحمل صورة شخصية)، وكذلك الحفاظ على المواد الخاضعة للرقابة في نظام مغلق خاضع لقانون الرقابة لعام 1970؛ كان الكودين في هذه المنتجات مصنفاً كمادة في الجدول الثاني عندما احتاجت الشركة المستهلكة لمادة في الجدول الخامس له لخلط المنتج النهائي.
في الاماكن حيث يتواجد الكودين مخففاً وبدون الحاجة لوصفة طبية، نسبة متوسطة أو حتى قليلة جداً من الصيادلة سيقومون ببيعه دون وصفة طبية. بالرغم من ذلك، العديد من الدول لديها قوانينها الخاصة التي تتطلب وصفة طبية لأدوية الجدول V. عدد ديسمبر 2008 من النشرة الوطنية للكودين (المجلد الثامن عشر، العدد 4) قام بإدراج 12 ولاية تمتلك النفوذ لصرف الكودين بدون وصفة، مشيرا إلى أن الصيدليات الصغيرة المستقلة هي التي تمارس ذلك في معظم الاحيان. هذا الوضع مشابه تقريباً للاوضاع عام 1991، عندما قامت المنظمة المذكورة بإجراء أول دراسة شاملة لها على الجدول V والوفرة الاجمالية للكودين وثنائي هيدروكودايين وإيثيل المورفين وهيدروكودون.
من الأدوية المهدئة الأخرى التي ترافق الكودين في الجدول V هما إيثيل مورفين وثنائي هيدروكودايين. تم نقل صبغة الأفيون الكافورية وهيدروكودون إلى الجدول الثالث من جدول V حتى ولو احتوى التحضير على اثنين أو أكثر من المكونات النشطة الأخرى، ويغطى diphenoxylate عادة بالقوانين المتعلقة بالادوية الموصوفة على الرغم من انه قريب جداً من البيثيدين وهو عبارة عن مادة تنتمي للجدول V عندما يخلط مع الأتروبين لمنع إساءة الاستخدام .حول العالم يدرج الكودايين بناءً على تركيزه ضمن الجدول الثاني والثالث من الاتفاقية الوحيدة للادوية المهدئة .

## التصنيع
يختلف الكودين عن المورفين بوجود الميثيل على مجموعة الهيدروكسيل على C3 في الحلقة.ولأن محتوى الكوديين في الأفيون لا يلبي الاحتياجات العلاجية، يتم الحصول عليه بطريقة شبه صناعية عن طريق إضافة مجموعة الميثيل على الموقع 3 في الحلقة.
تفاعل المواد المستخدمة عادةً كمصدر للميثيل مع الكودين تؤدي إلى إضافة الميثيل على كلا مجموعتي الهيدروكسيل .وحتى يتم إضافة مجموعة الميثيل للموقع رقم 3 في الحلقة، يتم استخدام diazomethane أو
Nitrosomethylurethane أو nitrosomethylurea.استخدام هذه المركبات يسبب بعض المشاكل والصعوبات عند محاولة إنتاج كميات كبيرة وعلى نطاق يغطي المتطلبات الصناعية.
يمكن أيضا استخدام trimethylphenylammonium chloride أو dimethylaniline methyltoluenesulfonate في وجود sodium alkoxidesمن اجل إضافة الميثيل.
يتم تصنيع الكوديين بشكل رئيسي عن طريق إضافة الميثيل إلى الهيدروكسيل على ذرة الكربون التي تحمل الرقم 3 في المورفين عن طريق تفاعله مع trimethylphenylammonium ethoxide.

## علم الأدوية
الكودين قلويد موجود في الأفيون بتركيزات تتراوح ما بين 0.3 إلى 3.0 كنسبة مئوية. يمكن استخلاص الكودين من الأفيون ولكن معظم الكودين المستخدم يصطنع من المورفين عن طريق المثيلة من جهة الأورثو O-methylation.

## دواعي الاستعمال
يستخدم كمسكن للألم ودواء كحة ومضاد للإسهال. يسوق في الصور الملحية.

## الأشكال المتوفرة
يسوق في الصور الملحية، سلفات الكودين وفوسفات الكودين. الملح الأكثر شيوعاً هو هيدروكلوريد الكودين.

## الآثار السلبية
الآثار الأخرى غير التسكين المرتبطة باستخدام الكودين تشمل النشوة، الحكة، الغثيان، التقيؤ، النعاس، جفاف الفم، ضيق الحدقة ، انخفاض ضغط الدم الانتصابي، احتباس البول، الاكتئاب ، والإمساك. من الآثار السلبية التي تلاحظ عموماً هي التعقيدات المتزايدة في عدم القدرة على الانتصاب. بعض الأشخاص قد يشكون من الحساسية للكودين مثل التورم بالجلد والطفح الجلدي.